# Eva Gonzalès

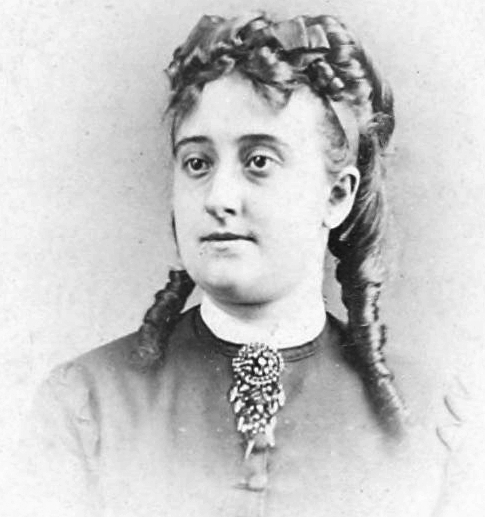
Eva Gonzalès, Fotografie um 1870

Eva Gonzalès (* 19. April 1847 in Paris; † 5. Mai 1883 ebenda) war eine französische Malerin. Sie gilt neben Mary Cassatt (1844–1926), Berthe Morisot (1841–1895) und Marie Bracquemond (1840–1916) als eine der vier bedeutendsten Impressionistinnen des ausgehenden 19. Jahrhunderts.

## Leben
Eva Gonzalès wuchs in einer musisch veranlagten Familie auf. Ihr Vater Emmanuel Gonzalès, der spanische Vorfahren hatte, war Schriftsteller und die aus Belgien stammende Mutter Musikerin. Im Salon der Familie verkehrten Théodore de Banville und Philippe Jourde, der Direktor der Zeitung Siècle. 1865 begann sie im Alter von 16 Jahren ihre Ausbildung als Zeichnerin und Malerin im Atelier des Malers Charles Chaplin, der ausschließlich Schülerinnen hatte, denn eine Ausbildung an den staatlichen Kunstakademien war Frauen bis Ende des 19. Jahrhunderts verwehrt.

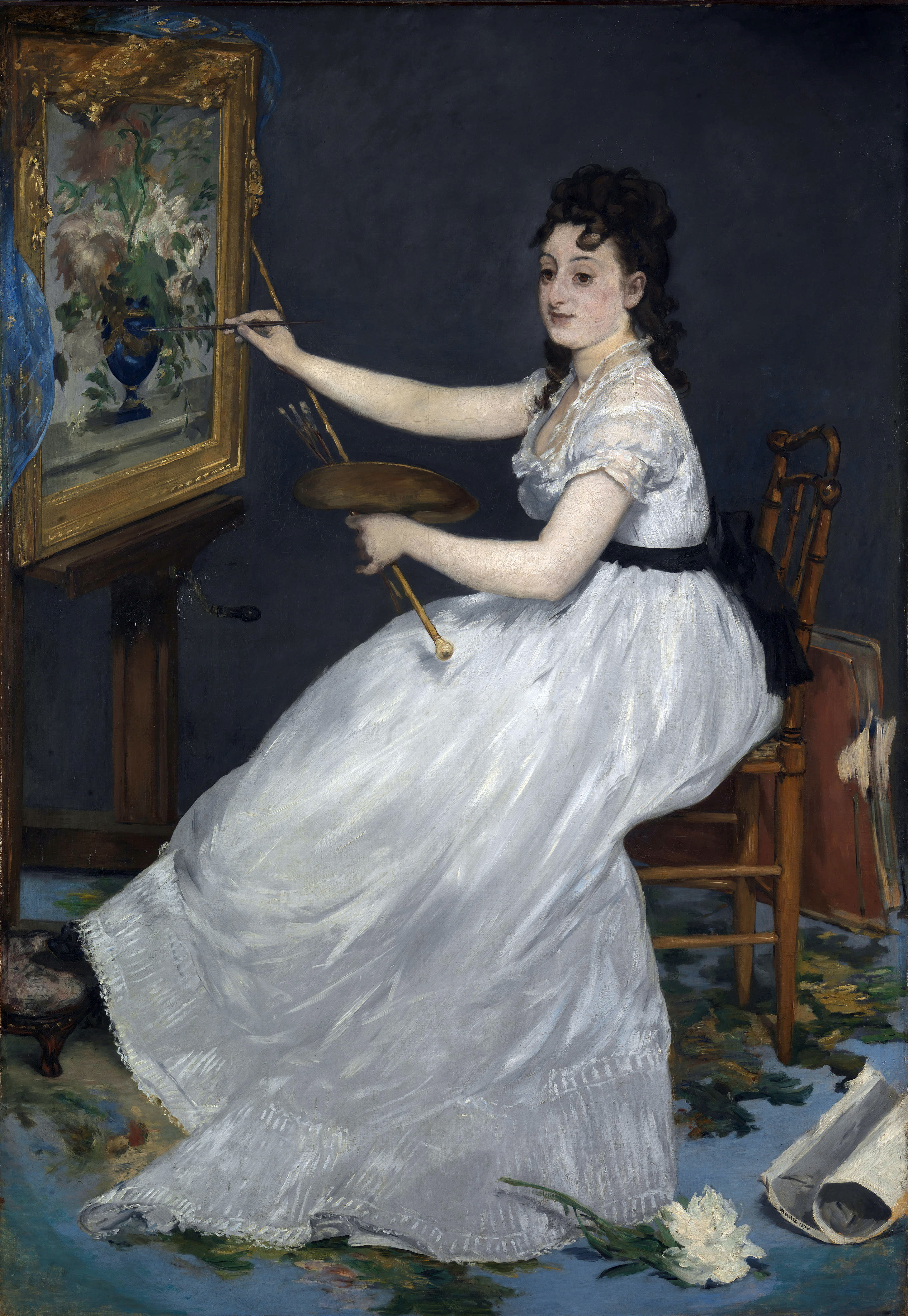
Édouard Manet: Bildnis von Eva Gonzalès (1870)

1869 bezog sie ein eigenes Atelier. Durch Alfred Stevens lernte sie 1869 Édouard Manet kennen, dessen einzige Schülerin sie wurde. In dieser Zeit entstand auch Manets Bildnis von Eva Gonzalès. Hierin ist sie sitzend an der Staffelei vor einem Blumenstillleben dargestellt. Insgesamt stand Eva Gonzalès ihrem Lehrer 40-mal Modell.
1870 reichte sie mit dem Gemälde Der Hornist (Originaltitel: L’Enfant de troupe) erstmals ein Werk zum Pariser Salon ein, wo es erfolgreich aufgenommen wurde. Das Gemälde zeigt, wie viele Bilder Gonzalès' aus dieser Zeit, den Einfluss von Manets Arbeiten. Eva Gonzalès war eine von insgesamt sechs Frauen, die auf dem im Mai 1870 eröffneten Salon vertreten waren. Als zweites Bild hatte sie La passante ausgestellt.
Dunkle Farben prägten zunächst ihre Palette und ein starker Helldunkelkontrast kennzeichnete diese frühen Arbeiten. Der Hornist gilt als ihre künstlerische Antwort auf Manets Gemälde Der Pfeifer. In den Folgejahren nahm sie wiederholt am Pariser Salon teil.
Während des Deutsch-Französischen Krieges und der Pariser Kommune hielt sich Eva Gonzalès in Dieppe auf, wo sie sich der Landschaftsmalerei widmete. Ab 1872 entwickelte sie einen eigenen Stil und ihre Bilder wurden zunehmend farbiger. Obwohl Eva Gonzalès allgemein dem Impressionismus zugerechnet wird, nahm sie, wie ihr Lehrer Manet, an keiner der Gruppenausstellungen der Impressionisten teil. Sie bevorzugte Sujets aus dem alltäglichen Leben. Interieurs mit Frauen lagen ihr besonders, und sie nahm ihre Modelle wie viele Malerinnen aus dem engsten Familienkreis, häufig ihre Schwester Jeanne.
In ihren Gemälden porträtierte sie häufig Frauen. Darüber hinaus entstanden einige Stillleben und Landschaftsbilder. Neben den Erfolgen im Pariser Salon erhielt sie positive Kritiken auch von Zacharie Astruc und Émile Zola.
1884 zählte sie Le Figaro zu den französischen Künstlerinnen, „welche sich gegenwärtig in Frankreich eines gewissen Rufes“ in allen Schichten erfreuten.
1879 heiratete sie den mit Manet befreundeten Kupferstecher und Grafiker Henri Guérard. Eva Gonzalès starb sehr früh mit 36 Jahren am 5. Mai 1883 an einer Embolie im Kindbett nach der Geburt eines Sohnes. Erst fünf Tage vor der Geburt hatte sie von Manets Tod erfahren und bedauerte, an seiner Beerdigung nicht teilnehmen zu können.

## Werke (Auswahl)

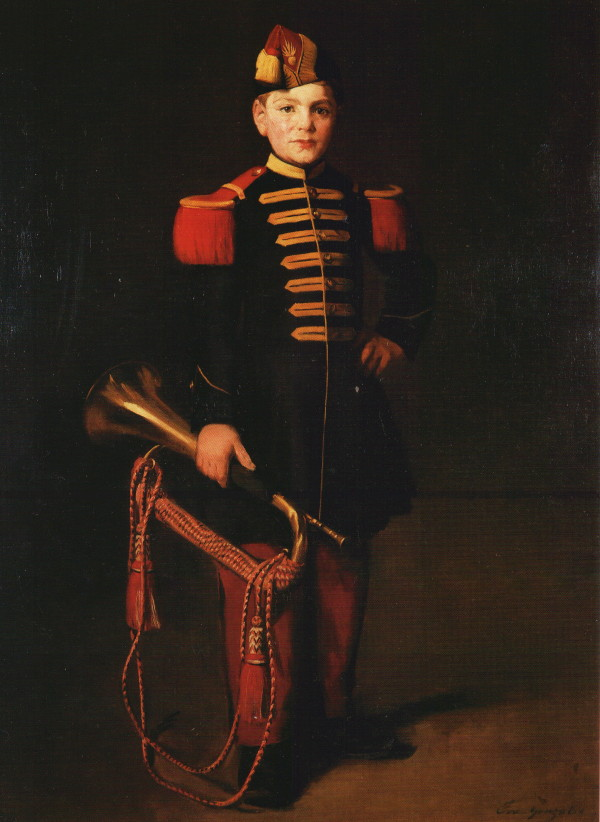
Eva Gonzalès: Der Hornist, 1869–1870
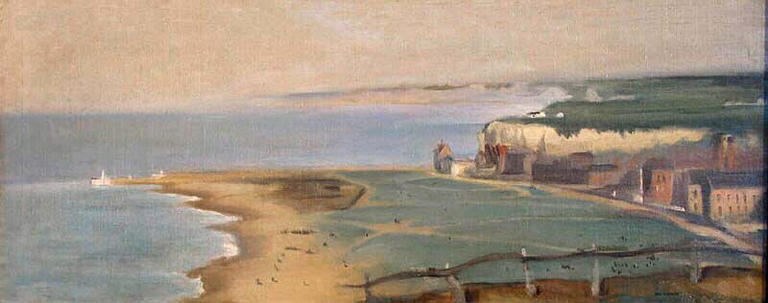
Eva Gonzalès: Strand von Dieppe 1871
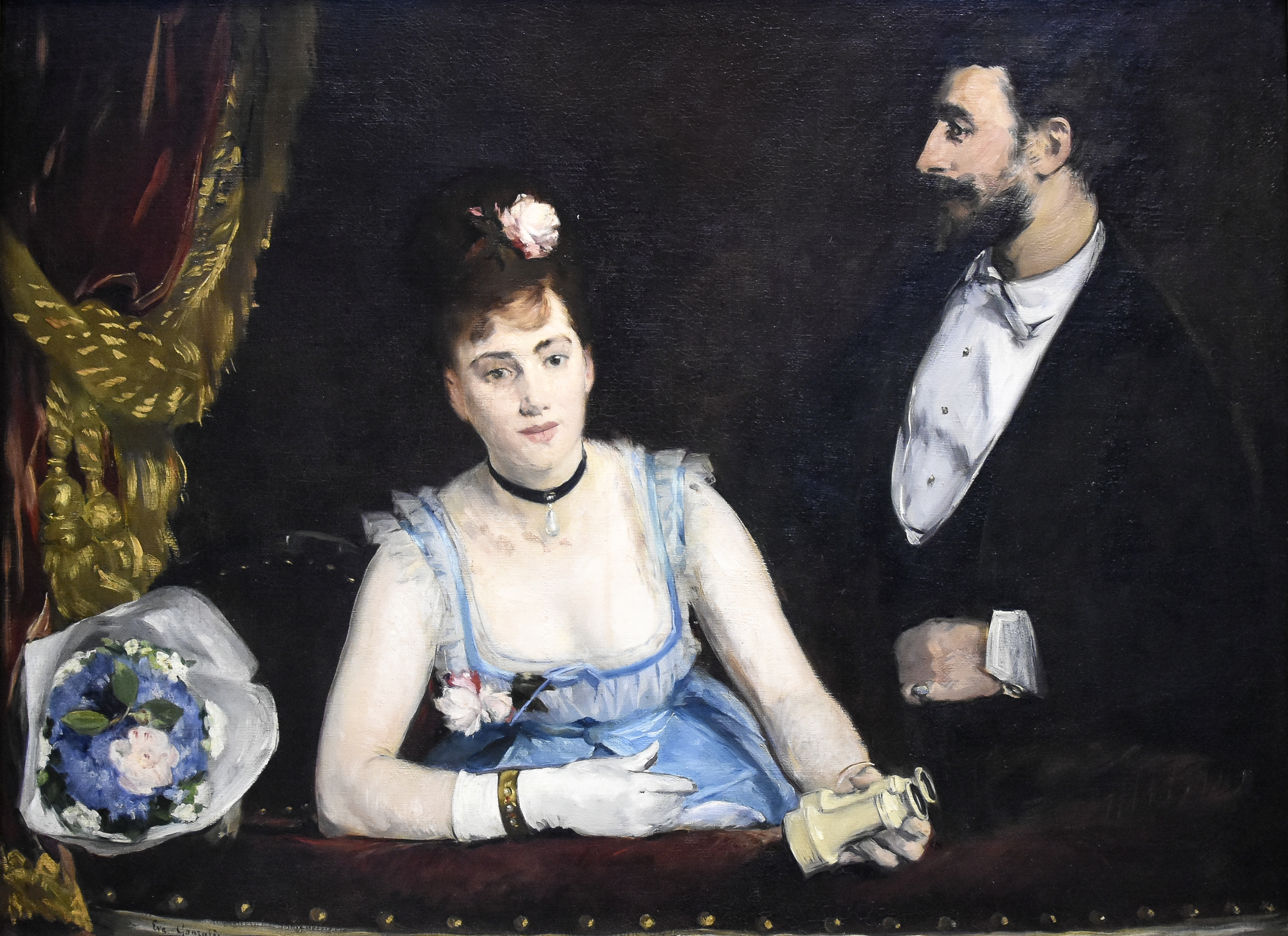
Eva Gonzalès: Loge im Théâtre des Italiens, 1874
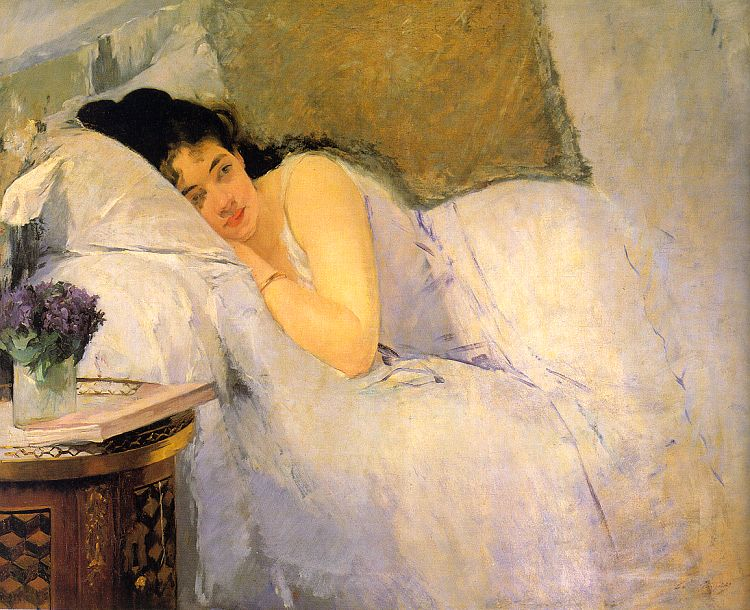
Eva Gonzalès: Frau in Gelb und Weiß, 1876
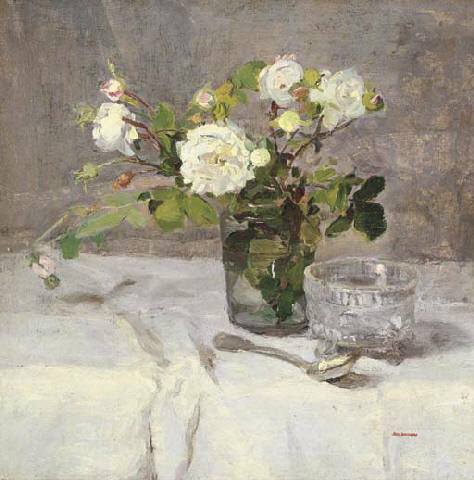
Eva Gonzalès: Rosen in einem Glas, um 1880–1882
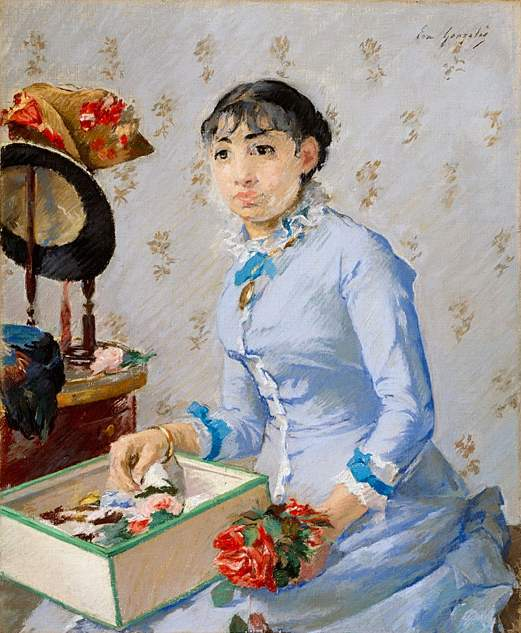
Eva Gonzalès: Die Putzmacherin, 1880–1882